# Retrato del padre de Durero a los 70 años de edad

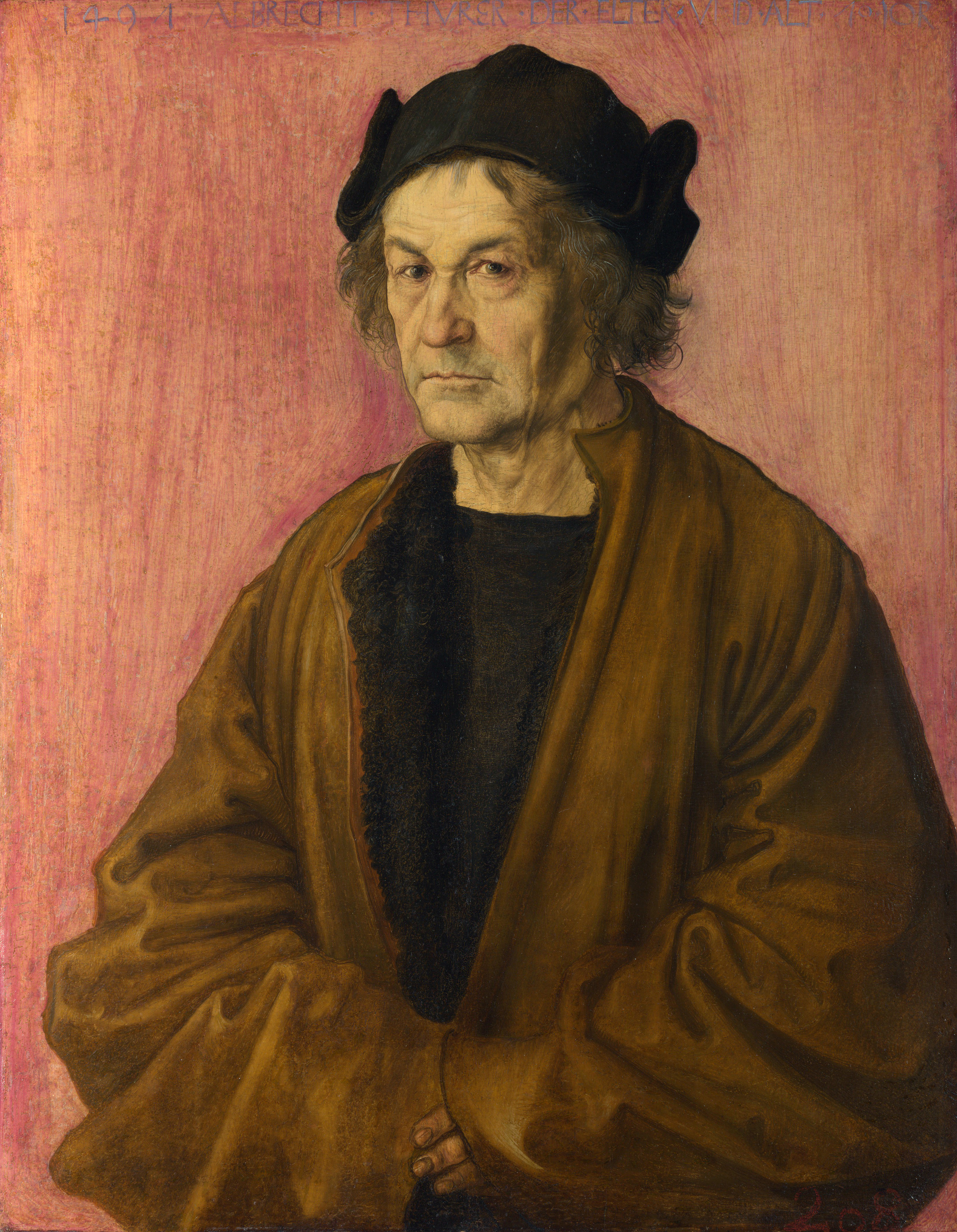
Retrato del padre de Durero a los 70, 1497, atribuido a Alberto Durero. National Gallery, Londres. 51 cm x 40.3 cm.

El Retrato del padre de Durero a los 70 años de edad (o Padre del Pintor) es un óleo sobre tabla de tilo de 1497 atribuido al pintor alemán y grabador Alberto Durero, conservado en la National Gallery de Londres. Junto con el retrato de 1490 conocido como Alberto Durero el Viejo con rosario, es el segundo de dos retratos de Alberto Durero el Viejo (1427–1502), padre del artista. La semejanza del modelo con el retrato más antiguo, así como con un dibujo en punta de plata de 1486 que se cree un autorretrato hecho por el padre, no dejan dudas sobre su identidad. Se cree que el retrato de Londres es una de muchas copias de un original perdido. Está en malas condiciones, pues se le ha desprendido pintura del fondo y de partes del manto. En 1955 fue limpiado, lo que reveló una especial calidad en la descripción de la cara. Eso hizo que algunos lo considerasen un Durero original. Sin embargo, la National Gallery sigue presentándolo como "atribuido a Alberto Durero".
Aunque maestro orfebre y muy viajado, Alberto el Viejo vivió en la pobreza toda su vida. Con su mujer mucho menor, Bárbara Holper, tuvo 17 hijos, de los que solo dos llegaron a adultos. Murió en 1502, cinco años después de finalizado el retrato. Apoyó el talento precoz de su hijo y lo reconoció a temprana edad, por lo que lo envió como aprendiz con Michael Wolgemut, por entonces uno de los pintores más prestigiosos de Núremberg. En sus viajes Alberto el Viejo entró en contacto con la segunda generación de pintores flamencos, y a través de ellos transmitió una influencia clave en el desarrollo artístico de su hijo.
Durero pintó dos retratos de su padre, uno de abril de 1490 –el mes previo a partir de viaje como oficial pintor– y el Retrato a los 70 cuando volvió a Núremberg. Tras la muerte de su padre, el artista escribió un afectuoso elogio en que sostiene que en vida el anciano "experimentó múltiples aflicciones, pruebas y adversidades. Pero solo tuvo elogios de todo el que lo conoció."

## Alberto Durero el Viejo
Tras la muerte de su padre, cinco años después de que se pintara el retrato, Durero escribió que Alberto el Viejo "pasó una vida de esfuerzo y durísimos trabajos, sin más sustento que el que ganó con sus propias manos para sí, para su mujer y sus hijos, de modo que tuvo bastante poco. Experimentó múltiples aflicciones, pruebas y adversidades. Pero solo tuvo elogios de todo el que lo conoció pues vivió una vida cristiana honorable, fue con todo un hombre de espíritu paciente, tranquilo y pacífico y muy agradecido a Dios. Para sí mismo tuvo poca necesidad de compañía y placeres mundanos; también fue de pocas palabras y hombre temeroso de Dios".

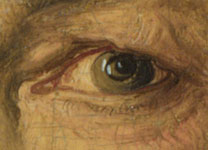
Detalle

 Nació en 1427, en Ajtós, cerca el pueblo de Gyula en el Reino de Hungría. Su apellido original era Ajtósi. En 1455 se mudó a Núremberg y lo cambió por Dürer para adaptarlo al dialecto local. Aprendió el oficio de orfebre bajo el tutelaje de Hieronymus Holfer. En 1467, el año en que su aprendizaje acabó, se casó con Bárbara, la hija de 15 años de Holfer. La pareja tuvo 18 hijos, de los que solo dos sobrevivieron hasta adultos.

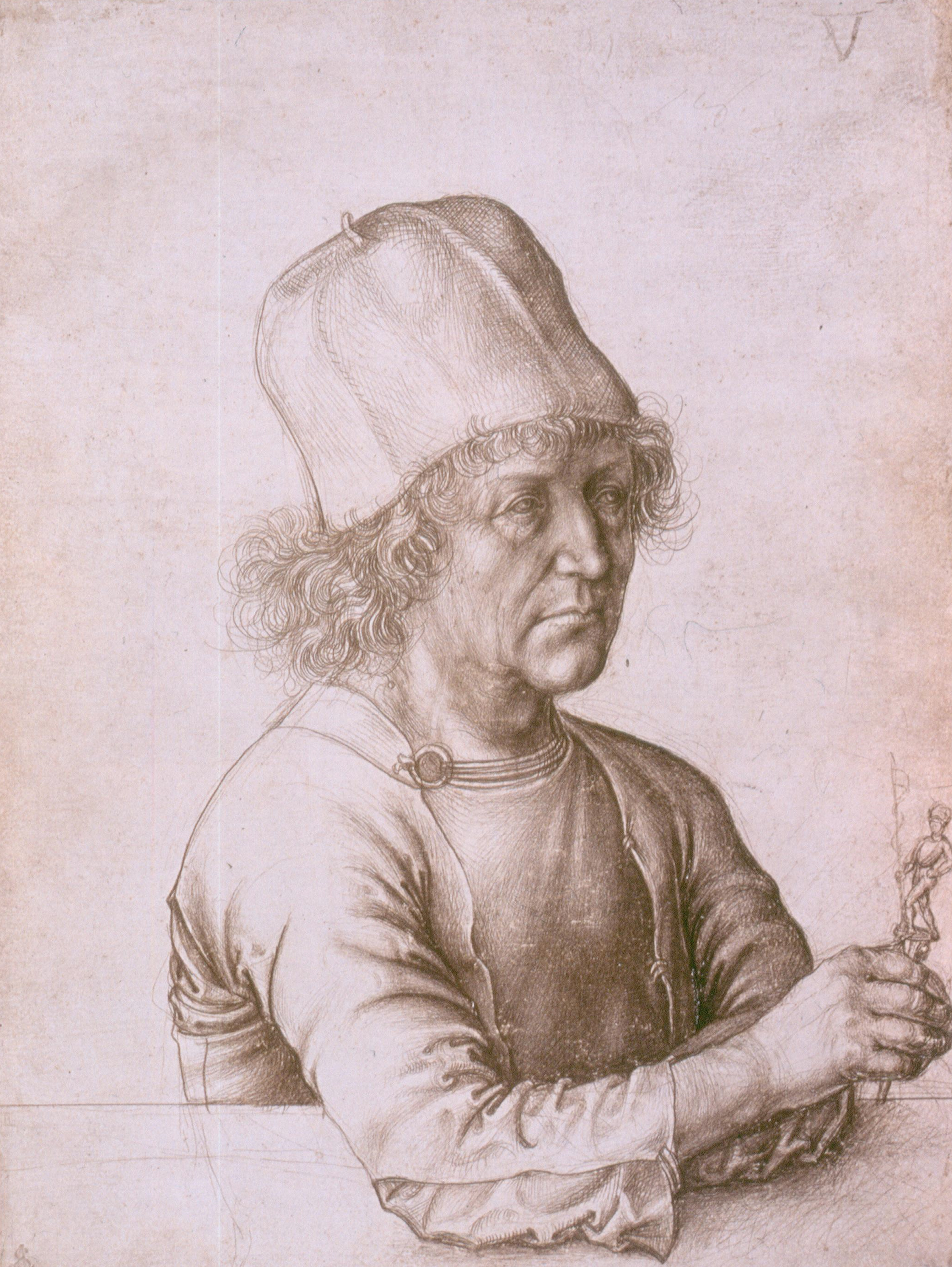
Autorretrato del padre de Durero, de 1486. Dibujo en punta de plata atribuido a Alberto el Viejo. Albertina Museum, Viena.

Alberto el Viejo viajó mucho y en su estadía en Flandes conoció a los pintores flamencos. Ahí estuvo expuesto a la obra de Jan van Eyck y de Rogier van der Weyden, y desarrolló por ellos un gran aprecio que transmitiría a su hijo, cuyo arte muestra una gran deuda con esos pintores. De su padre, Durero aprendió a apreciar la atención minuciosa, casi forense, al detalle realista característico de los pintores del norte, así como su uso de los colores brillantes. Estas lecciones fueron fundamentales para el desarrollo del joven artista y lo diferenciaron de sus colegas alemanes, cuyo trabajo a menudo puede parecer comparativamente tosco y pesado.
Alberto, cuando su hijo tenía 14 años, lo mandó a estudiar con Michael Wolgemut, un pintor también conocedor de los artistas del norte. El joven artista ya mostraba tal potencial que su padre creyó que tenía que formarse con el mejor maestro local disponible.

## Descripción

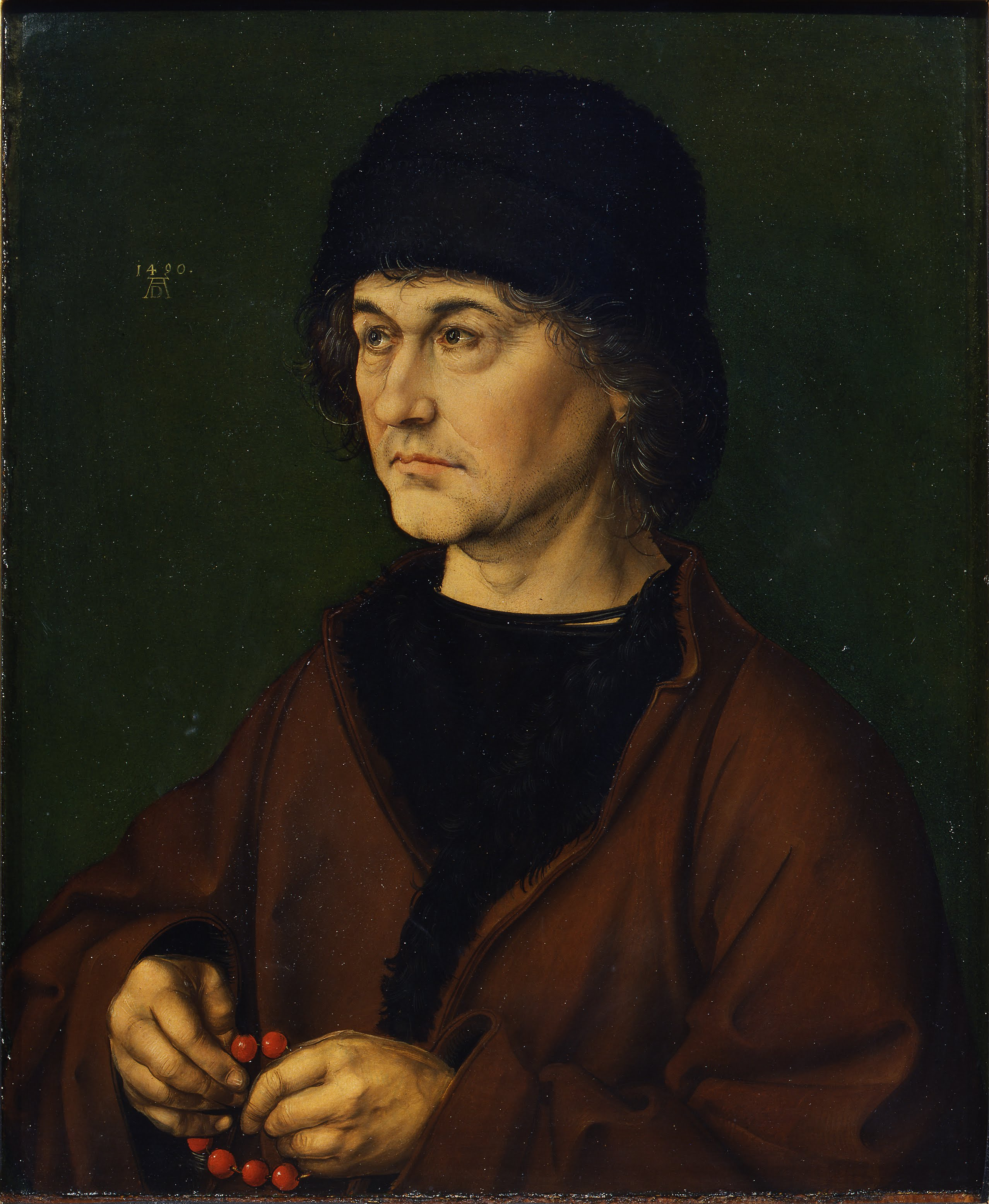
Alberto Durero el Viejo con rosario, abril de 1490. Óleo sobre tabla de roble, 47.5 cm x 39.5 cm. Uffizi, Florencia.

El retrato muestra a Alberto el Viejo, a los 70, de medio cuerpo contra un fondo rojizo plano. Lleva un gorro húngaro negro y manto marrón largo con una prenda interior negra. Tiene una mirada penetrante e inteligente, aunque podría interpretarse como hostil hacia el espectador. La edad pesa sobre sus facciones enjutas. Las mejillas carnosas se pliegan pesadamente, tiene los labios finos y el cabello ralo y desordenado. La piel está muy arrugada y los ojos pequeños le dan un aspecto cansado. En comparación con el Alberto Durero el Viejo con Rosario, de 1490, sus manos, aunque visibles, están inactivas, posiblemente debido a la artritis. Comparado con su expresión suave y piadosa en el retrato de 1490, ahora parece impaciente, mientras en las palabras de Marcel Brion la "mirada aturdida en sus ojos parece ya prever su propia muerte... [La] intensidad casi demacrada de [su] mirada inquisitiva [que] se dirige a los que lo rodean como si pudieran solucionar los problemas urgentes para los que sus propios labios fruncidos no tenían respuesta."
Alberto conserva algo de la apostura de su juventud; tiene una estructura ósea fuerte con los pómulos prominentes típicos de la sangre eslava y magiar de la apariencia húngara. Tiene unos ojos casi exóticos que se acercan a sus sienes de un modo casi oriental.

## Procedencia y atribución
Existe una fuerte evidencia de que el retrato fue originalmente colgado junto al Autorretrato de Durero de 1498. Ambos tienen las mismas dimensiones y muestran a sus modelos de medio cuerpo. En 1650 la ciudad de Núremberg dio ambos retratos a Thomas Howard, conde de Arundel, como presente para el rey Carlos I de Inglaterra, en una época en que se consideraba a Durero el mayor orgullo de la ciudad. Ambos más tarde los vendió Cromwell. El retrato de Alberto el Viejo finalmente fue adquirido por la National Gallery en 1904, donde lleva el número de inventario NG1938. El autorretrato lo compró el Museo del Prado de Madrid.
Cuando la National Gallery compró la pintura había poca información sobre su atribución o procedencia. Un pedazo de etiqueta de papel fue encontrado en el revés que se creía haber fechado a partir del siglo XVII, y era similar a otro encontrado en la parte posterior del autorretrato de Durero de 1498. Además, se notó la semejanza del personaje con el retrato de 1490 y con el presunto autorretrato de 1486, y se encontró un inventario de 1639 que describe un retrato del padre en que usa un gorro negro y "una prenda [de color] amarillo oscuro en cuyas anchas mangas se esconden las manos, pintadas sobre un fondo rojizo muy agrietado". Estos descubrimientos conducen a la creencia de que era la pintura de Durero registrada en posesión de Carlos I.

## Galería

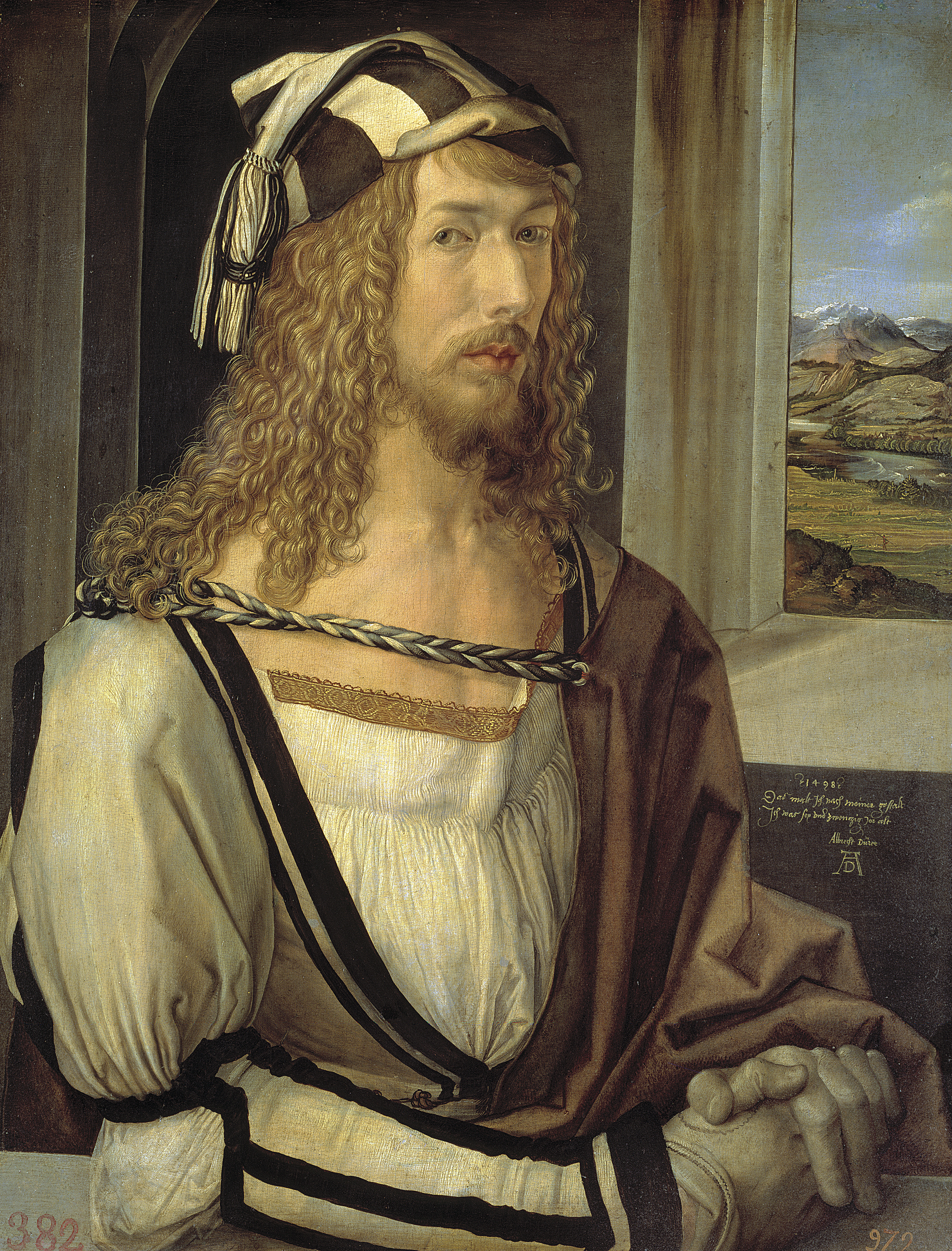
Autorretrato a los 26, 1498, Museo del Prado, Madrid. Óleo sobre tabla. Durante siglos se lo colgó junto al retrato de su padre.
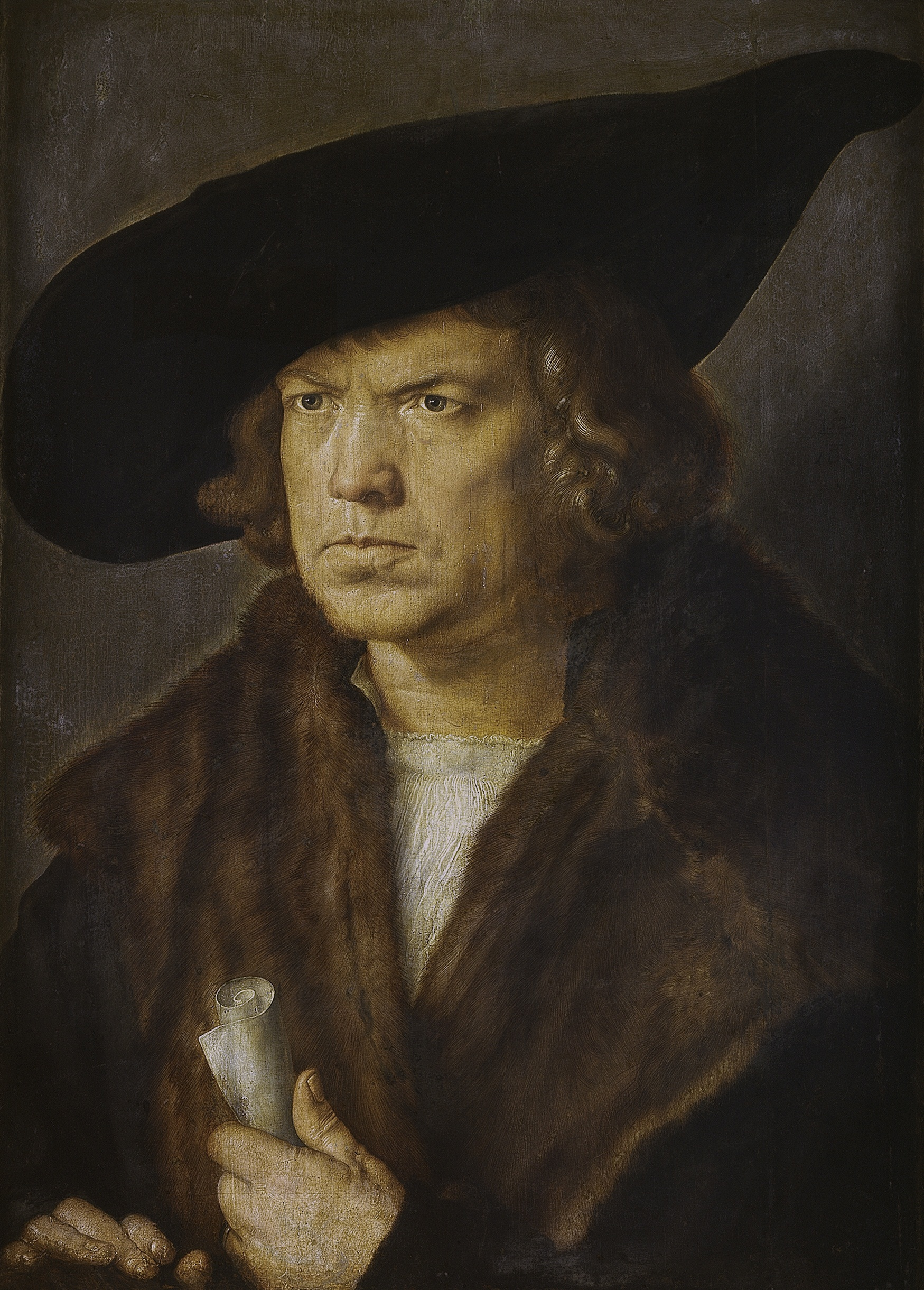
Retrato de un Hombre, 1521 o 1524. Museo Del Prado, Madrid. Nótese el gesto severo y suspicaz.